# غابي جلو
غابي جلو (بالهولندية: Gaby Jallo)‏ (1 يناير 1989 بالقامشلي في سوريا - ) هو لاعب كرة قدم هولندي في مركز الدفاع. لعب مع فيلم تو تيلبورغ ونادي إيمن وهيراكليس ألميلو.

## وصلات خارجية
- غابي جلو على موقع الاتحاد الأوربي (الإنجليزية)
- غابي جلو على موقع قاعدة بيانات كرة القدم.إي يو (الإنجليزية)
- غابي جلو على موقع Soccerway.com (الإنجليزية)